# Berith

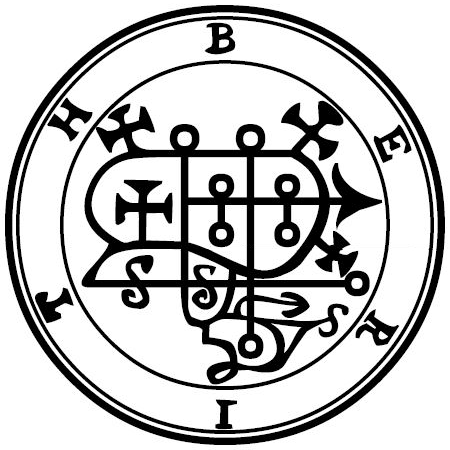
Le sceau de Berith selon Mathers.

Berith, Beal, Beale, Bolfry ou encore Bofry est un démon issu des croyances de la goétie, science occulte de l'invocation d'entités démoniaques. 
Le Lemegeton le mentionne en 28e position de sa liste de démons. Selon l'ouvrage, Berith est un duc infernal, grand et terrible. Il se montre sous les traits d'un soldat habillé de rouge, monté sur un cheval de même couleur, portant une couronne d'or au front. On le maîtrise au moyen d'un anneau magique. Il donne des réponses au sujet du passé, du présent et de l'avenir. Il peut changer tous les métaux en or. 26 légions sont à ses ordres.
La Pseudomonarchia Daemonum le mentionne en 27e position de sa liste de démons et lui attribue des caractéristiques similaires. L'ouvrage précise qu'il est souvent menteur.